# Заполье (на реке Луга, Заклинское сельское поселение)
Заполье — деревня в Заклинском сельском поселении Лужского района Ленинградской области.

## История
Впервые упоминается в писцовой книге Водской пятины 1500 года, как деревня Заполье, в Дмитриевском Городенском погосте Новгородского уезда.
Деревня Заполье обозначена на карте Санкт-Петербургской губернии 1792 года А. М. Вильбрехта.
Затем, деревня Заполье упоминается на карте Санкт-Петербургской губернии Ф. Ф. Шуберта 1834 года.

ЗАПОЛЬЕ — деревня принадлежит: фрейлине Де-Траверсе, число жителей по ревизии: 5 м. п., 4 ж. п.

капитан-лейтенантше Мордвиновой, число жителей по ревизии: 13 м. п., 14 ж. п. (1838 год)

Деревня Заполье отмечена на карте профессора С. С. Куторги 1852 года.

ЗАПОЛЬЕ — деревня госпожи Энгельгардт, по просёлочной дороге, число дворов — 4, число душ — 13 м. п. (1856 год)

Согласно X-ой ревизии 1857 года деревня состояла из двух частей:

1-я часть: число жителей — 5 м. п., 6 ж. п.
  
2-я часть: число жителей — 12 м. п., 20 ж. п.

ЗАПОЛЬЕ — деревня казённая и мещанская при реке Луге, число дворов — 11, число жителей: 33 м. п., 34 ж. п.; Часовня православная. (1862 год)

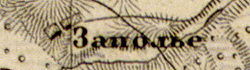
Деревня Заполье на карте 1863 года

В 1869—1870 годах временнообязанные крестьяне деревни выкупили свои земельные наделы у Г. И. Франк и стали собственниками земли.
Согласно подворной описи Раковенского общества Городенской волости 1882 года, деревня состояла из двух частей:
 
1) Зобенка (Заполье), бывшее имение де Траверсе, домов — 4, душевых наделов — 5, семей — 4, число жителей — 13 м. п., 11 ж. п.; разряд крестьян — собственники.
  
2) Заполье, бывшее имение Мордвиновой, домов — 4, душевых наделов — нет, семей — 3, число жителей — 16 м. п., 12 ж. п.; разряд крестьян — водворённые на собственной земле.
Согласно материалам по статистике народного хозяйства Лужского уезда 1891 года, имение при селении Заполье принадлежало мещанке Е. Абрамовой. Кроме того, три имения при селении Заполье принадлежали мещанам А. Егорову, В. Егорову и О. Емельянову, два — мещанам И. А. и П. Ф. Сафоновым и ещё одно мещанину Ф. Федотову.
В 1900 году, согласно «Памятной книжке Санкт-Петербургской губернии», имение Заполье площадью 3997 десятин принадлежало генерал-майору Петру Александровичу Бильдерингу.
В XIX веке деревня административно относилась к Городенской волости 2-го земского участка 1-го стана Лужского уезда Санкт-Петербургской губернии, в начале XX века — 2-го стана.
По данным «Памятной книжки Санкт-Петербургской губернии» за 1905 год, деревня Заполье входила в Раковенское сельское общество.

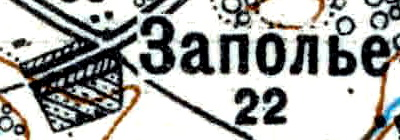
Деревня Заполье на карте 1926 года

Согласно топографической карте 1926 года деревня насчитывала 22 двора.
В 1928 году население деревни составляло 94 человека.
По данным 1933 года деревня Заполье входила в состав Раковенского сельсовета Лужского района.
C 1 августа 1941 года по 31 января 1944 года деревня находилась в оккупации.
В 1958 году население деревни составляло 24 человека.
По данным 1966 года деревня Заполье также входила в состав Раковенского сельсовета.
По данным 1973 и 1990 годов деревня Заполье входила в состав Лужского сельсовета.
В 1997 году в деревне Заполье Заклинской волости проживали 12 человек, в 2002 году — 9 человек (все русские).
В 2007 году в деревне Заполье Заклинского СП проживали 7 человек.

## География
Деревня расположена в юго-восточной части района на автодороге 41К-141 (Великий Новгород — Луга).
Расстояние до административного центра поселения — 9 км.
Расстояние до ближайшей железнодорожной станции Луга — 14 км.
Деревня находится на правом берегу реки Луга.

## Демография
| 1838 | 1862 | 1928 | 1958 | 1997 | 2007 | 2010 |
| ---- | ---- | ---- | ---- | ---- | ---- | ---- |
| 36   | ↗67  | ↗94  | ↘24  | ↘12  | ↗18  | ↘14  |
| 2017 |      |      |      |      |      |      |
| ↘12  |      |      |      |      |      |      |

## Улицы
Родниковая.

## Садоводства
Яблонька.